# João França Alves
João França Alves (Missão Velha, CE, 8 de outubro de 1939) é um pedreiro e político brasileiro que foi senador por Roraima.

## Dados biográficos
Filho de Antônio França Alves e de Adelaide Fernandes Gonçalves. Viveu no Maranhão até migrar para Roraima em 1971 estabelecendo-se como pedreiro em Boa Vista, cidade onde foi candidato a vereador pelo PDT em 1982, não sendo eleito. Estabeleceu a microempresa J. F. Alves no ramo da construção civil e manteve-se na política, elegendo-se primeiro suplente do senador Hélio Campos via PMN em 1990. Com a morte do titular, foi efetivado senador em abril de 1991. Em 29 de dezembro de 1992, votou a favor do impeachment do presidente Fernando Collor. Não disputou a reeleição em 1998.